# ژ. -اچ. روسنی

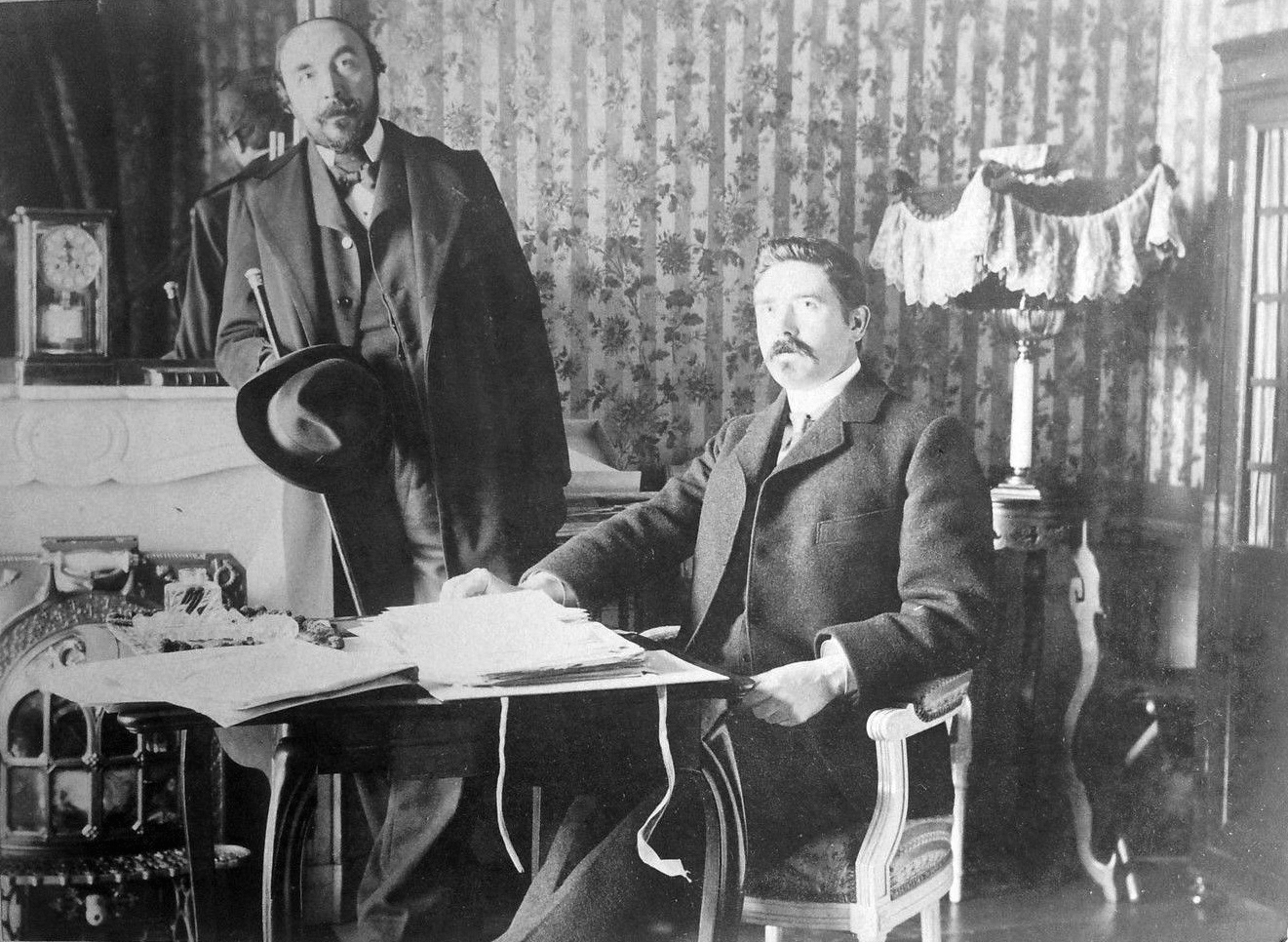
ژ. -اچ. روسنی

ژ. -اچ. روسنی (انگلیسی: J. -H. Rosny)، نام مستعار برادران ژوزف هنری انه بوکس (۱۸۵۶–۱۹۴۰) و «سرافین جاستین فرانسوا بوکس» (۱۸۵۹–۱۹۴۸) بود که هر دو در بروکسل به دنیا آمدند. آنها با هم مجموعه‌ای از رمان‌ها و داستان‌های کوتاه دربارهٔ موضوعات طبیعی، ماقبل تاریخ و فانتزی نوشتند که بین سال‌های ۱۸۸۶ و ۱۹۰۹ منتشر شد، و همچنین چندین اثر علمی عامه پسند. پس از سال ۱۹۰۹، این دو برادر به همکاری خود پایان دادند و ژوزف بوکس تصمیم گرفت آثار خود را به عنوان ژ. -اچ. روسنی انه (ژ. اچ. روسنی بزرگ) امضا کند در حالی که برادرش سرافین از نام ژ. -اچ روسنی ژونه (ژ. اچ. روسنی کوچک) استفاده می‌کرد.